# تورینگن ۹۳۴

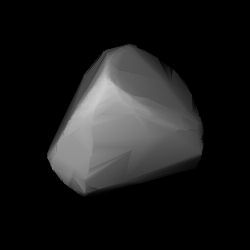
مدل سه‌بُعدی سیارک ۹۳۴ بر اساس منحنی نور آن

سیارک ۹۳۴ (به انگلیسی: 934 Thuringia، نامگذاری:1920HK) نهصد و سی و چهارمین سیارک کشف شده‌است که در ۱۵ اوت ۱۹۲۰ کشف شد.
قدر مطلق سیارک برابر ۱۰٫۳۰ است.